# Federico Ramírez
Federico Ramírez Méndez (* 4. November 1975 in Cot de Oreamuno) ist ein costa-ricanischer Radrennfahrer.
Federico Ramírez gewann 1995 die Gesamtwertung der Vuelta a Chiriqui, 1996 und 1997 wurde er Gesamterster bei der Vuelta de Higuito und im Jahr 2000 entschied er die Vuelta a Costa Rica für sich. Zwei Jahre später gewann er eine Etappe bei der Vuelta a Costa Rica und in den folgenden beiden Jahren war er dort jeweils beim Mannschaftszeitfahren und einer weiteren Etappe erfolgreich. Außerdem gewann er 2003 vier Etappen bei der Vuelta a Chiriqui und 2004 ein Teilstück der Vuelta a Zamora. 2005 wurde Ramírez nationaler Meister im Zeitfahren, er gewann die fünfte Etappe der Vuelta de Higuito und die Gesamtwertung der Vuelta a Chiriqui. In der Saison 2006 war er wieder auf einem Teilstück der Vuelta a Costa Rica erfolgreich.

## Erfolge – Straße
2000
- Gesamtwertung Vuelta a Costa Rica

2002
- eine Etappe Vuelta a Costa Rica

2003
- eine Etappe und Mannschaftszeitfahren Vuelta a Costa Rica

2004
- eine Etappe und Mannschaftszeitfahren Vuelta a Costa Rica

2005
- Costa-ricanischer Meister – Einzelzeitfahren

2006
- eine Etappe Vuelta a Costa Rica

2009
- Mannschaftszeitfahren Vuelta a Costa Rica

## Erfolge – Mountainbike
2008
- Costa-ricanischer Meister – Cross Country

| Personendaten    | Personendaten                                 |
| ---------------- | --------------------------------------------- |
| NAME             | Ramírez, Federico                             |
| ALTERNATIVNAMEN  | Ramírez Méndez, Federico (vollständiger Name) |
| KURZBESCHREIBUNG | costa-ricanischer Radrennfahrer               |
| GEBURTSDATUM     | 4. November 1975                              |
| GEBURTSORT       | Cot de Oreamuno                               |